# Кройцигер, Роман
Роман Кройцигер (чеш. Roman Kreuziger; род. 6 мая 1986, Моравска-Тршебова) — чешский шоссейный велогонщик, выступающий c 2017 года за команду «Mitchelton-Scott». Чемпион Чехии 2016 года в групповой гонке. Победитель молодёжной классификации Джиро д’Италия 2011 года.

## Карьера
Отец Кройцигера, его полный тёзка, также был велогонщиком, чемпионом мира среди юниоров по велокроссу и победителем Тура Австрии. В детстве Роман-младший занимался несколькими видами спорта, в итоге также выбрав велоспорт. Он занимался в пльзеньской велошколе, затем в Швейцарии и Италии. Как и отец, в юности он также совмещал велокросс и велошоссе. В 2004 году Кройцигер выиграл обе шоссейные велогонки на чемпионате Чехии среди юниоров; стал чемпионом мира в групповой гонке той же возрастной категории, вице-чемпионом в разделке и велокроссе. В 2006 году он подписал профессиональный контракт с итальянской командой «Liquigas». Со следующего года чех стал занимать призовые места на престижных гонках и ездить Гранд Туры. В 2008 году он выиграл Тур Швейцарии и стал вторым на Туре Романдии. В следующем сезоне Кройцигер добился победы в Романдии и впервые попал в десятку супермногодневки, Тур де Франс. В 2010 году он снова стал 9-м на Туре, выступления на Вуэльте после французской гонки получаются менее удачными. Чех не ездил Джиро д’Италия, так как в его итальянской команде было много местных гонщиков. В 2010 году Джиро выиграл Иван Бассо, а Вуэльту — Винченцо Нибали: партнёры Кройцигера по команде. Чех не мог претендовать на грандтуровское «капитанство» в своей команде, и в конце года он перешёл в казахстанскую «Астану», которую покинул Альберто Контадор. Он был капитаном команды на Джиро д’Италия 2011, где занял 6-е место в общем зачёте и выиграл молодёжную классификацию. В 2012 году он снова отправился на Джиро д’Италия и отметился победой на горном этапе. Несмотря на в целом неудачные выступления в 2012 году, он перешёл в команду российского бизнесмена Тинькова. В сезоне 2013 года скорее всего будет помогать Альберто Контадору на горных этапах.

## Статистика

### Чемпионаты
| Соревнование     | Соревнование | 2006 | 2007 | 2008 | 2009 | 2010 | 2011 | 2012 | 2013 | 2014 | 2015 | 2016 | 2017 |
| Олимпийские игры | RR           | НП   | НП   | 45   | НП   | НП   | НП   | 15   | НП   | НП   | НП   | —    | НП   |
| Чемпионат мира   | RR           | 87   | НФ   | 51   | НФ   | —    | НФ   | НФ   | —    | —    | НФ   | —    | 48   |
| Чемпионат Чехии  | RR           | —    | —    | —    | —    | —    | —    | 6    | —    | —    | 8    | 1    | 8    |

### Гранд Туры
| Гонка           | 2007 | 2008 | 2009 | 2010 | 2011 | 2012 | 2013 | 2014 | 2015 | 2016 | 2017 | 2018 |
| --------------- | ---- | ---- | ---- | ---- | ---- | ---- | ---- | ---- | ---- | ---- | ---- | ---- |
| Джиро д'Италия  | —    | —    | —    | —    | 5    | 15   | —    | —    | 28   | —    | —    |      |
| Тур де Франс    | —    | 12   | 8    | 7    | 112  | —    | 5    | —    | 17   | 10   | 24   |      |
| Вуэльта Испании | 21   | —    | 61   | 28   | —    | —    | НФ   | —    | —    | —    | —    |      |

### Многодневки
| Гонка               | 2006 | 2007 | 2008 | 2009 | 2010 | 2011 | 2012 | 2013 | 2014 | 2015 | 2016 | 2017 | 2018 |
| Париж — Ницца       | —    | 19   | НФ   | НФ   | 3    | 17   | —    | —    | —    | —    | —    | —    |      |
| Тиррено — Адриатико | —    | —    | —    | —    | —    | —    | 3    | 13   | 3    | 10   | 10   | НФ   |      |
| Вуэльта Каталонии   | 59   | —    | —    | —    | 8    | —    | —    | —    | —    | —    | —    | —    |      |
| Тур Страны Басков   | —    | —    | —    | 10   | —    | —    | —    | 18   | 17   | —    | 30   | 33   |      |
| Тур Романдии        | —    | 6    | 2    | 1    | НФ   | 63   | 6    | 30   | —    | —    | —    | 35   |      |
| Критериум Дофине    | —    | —    | —    | —    | —    | —    | —    | —    | —    | —    | 19   | 28   |      |
| Тур Швейцарии       | —    | —    | 1    | 3    | 16   | —    | 6    | 3    | 8    | —    | —    | —    |      |
| Тур Польши          | 15   | —    | —    | —    | —    | —    | НФ   | —    | —    | —    | —    | —    |      |

### Однодневки
| Монументальные          | 2006 | 2007 | 2008 | 2009 | 2010 | 2011 | 2012 | 2013 | 2014 | 2015 | 2016 | 2017 | 2018 |
| Милан — Сан-Ремо        | —    | —    | —    | —    | 86   | —    | —    | —    | НФ   | 29   | 56   | —    |      |
| Льеж — Бастонь — Льеж   | —    | —    | —    | 45   | 48   | 4    | —    | 125  | 7    | 5    | 7    | 27   |      |
| Джиро ди Ломбардия      | НФ   | —    | —    | —    | —    | —    | —    | —    | 23   | —    | НФ   | 32   |      |
| Классические            | 2006 | 2007 | 2008 | 2009 | 2010 | 2011 | 2012 | 2013 | 2014 | 2015 | 2016 | 2017 | 2018 |
| Страде Бьянке           | НП   | —    | —    | —    | —    | —    | 6    | —    | 5    | 11   | —    | НФ   |      |
| Амстел Голд Рейс        | —    | 59   | 52   | 18   | 5    | —    | —    | 1    | 18   | 14   | 12   | 126  |      |
| Флеш Валонь             | —    | 39   | 50   | 51   | 91   | —    | —    | —    | 8    | 11   | 11   | 72   |      |
| Классика Сан-Себастьяна | —    | —    | 20   | 1    | НФ   | —    | —    | 3    | —    | 13   | 22   | 63   |      |
| Гран-при Плуэ           | 25   | —    | —    | —    | —    | —    | —    | —    | —    | —    | 26   | —    |      |
| Гран-при Квебека        | НП   | НП   | НП   | НП   | НП   | —    | —    | —    | —    | 71   | 58   | 55   |      |
| Гран-при Монреаля       | НП   | НП   | НП   | НП   | НП   | —    | —    | —    | —    | 26   | НФ   | 27   |      |

| —  | Не участвовал  |
| НФ | Не финишировал |
| НП | Не проводилась |